# Fressen und gefressen werden
Fressen und gefressen werden (Bij de beesten af), in der deutschsprachigen Schweiz auch unter dem Titel Affe und Superaffe – Fressen und gefressen werden gelaufen, ist ein niederländischer Tierfilm des Filmemachers Bert Haanstra aus dem Jahr 1972. Er wurde bei der 45. Oscarverleihung 1973 für einen Academy Award in der Kategorie Bester Dokumentarfilm nominiert, verlor jedoch gegen den Film Marjoe von Sarah Kernochan und Howard Smith. Der Film startete am 21. Dezember 1972 in den Niederlanden, am 14. November 1973 in den Vereinigten Staaten und am 26. Februar 1974 in der Bundesrepublik Deutschland.

## Inhalt
Der Film untersucht Unterschiede und Gemeinsamkeiten zwischen menschlichem und tierischem Verhalten. Der größte Teil der Handlung konzentriert sich auf das Verhalten verschiedener Tierarten, darunter Schimpansen, Löwen, Gnus, Albatrosse und Pinguine. In der letzten halben Stunde geht es um das Verhalten von Menschen, dem oft Tierverhalten parallel gegenübergestellt wird.
Der Film beginnt mit einem Schädel eines Zinjanthropus boisei, bei dem die Frage gestellt wird, ob es sich um einen Menschen- oder Tierkopf handelt. Es folgt ein kurzer evolutionstheoretischer Überblick, der vor allem die Aspekte Tarnung und Räuber-Beute-Verhältnis behandelt. Danach werden Beobachtungen zum Verhältnis von Mensch und Tier gezeigt, wobei es unter anderem um die Ausrottung von Tierarten, darunter Quagga, Blaubock, Kaplöwe, Falklandwolf, Rosenkopfente, Riesenalk und Wandertaube, die Liebe zu Haustieren (bis über den Tod der Tiere hinaus), Dressur, Tierversuche und Tierquälerei beim Rodeo geht. Weiter geht es um Werkzeuggebrauch bei Tieren, um Territorialität und innerartliche Konkurrenz, um Zeichen und Signale, Sexualität und Bindung, Eltern-Kind-Beziehung, Gruppenaggression und Umweltzerstörung, die durch Wohnsilos und verschmutzte Flüsse thematisiert wird. Auch Aufnahmen von verbrannten Kindern während des Vietnamkriegs werden gezeigt. Am Ende des Films wird darauf hingewiesen, dass der Mensch, aufgrund seines aggressiven Verhaltens gegenüber seinen Mitmenschen, Gefahr laufe, sich selbst auszurotten.

## Hintergrund
Haanstra hatte bereits in seinen früheren Filmen wie Zoo (1961) menschliches und tierisches Verhalten verglichen. Bei Fressen und gefressen werden werden diese Ähnlichkeiten in einem viel größeren Maßstab analysiert. In Vorbereitung auf diesen Dokumentarfilm reisten Haanstra und sein Kamerateam von 1970 bis 1972 um die Welt, wo sie Tiere und Menschen in verschiedenen Kontinenten filmten. Drehorte waren unter anderen die Niederlande (Amsterdam, Apeldoorn, Dolfinarium Harderwijk, Schiermonnikoog), Bundesrepublik Deutschland (Stuttgart, Max-Planck-Institut für Ornithologie in Seewiesen), Färöer, Vereinigte Staaten von Amerika (New York City, Washington, D.C., Cheyenne, Arizona, Monterey, New Mexico), Albatross Island, Antarktis, Tansania (Gombe-Nationalpark, Serengeti) und Indien. Als wissenschaftlicher Berater fungierte der bekannte niederländische Ethologe Gerard Baerends. Weitere Mitwirkende waren Jane Goodall, Hugo van Lawick, Jürgen Nicolai, Dick Hillenius und Konrad Lorenz.

## Kritik
Konrad Lorenz, dessen wegweisende Forschungsarbeit über die Prägung von Graugänsen im Film dargestellt wird, bemerkte: „Ich habe noch nie einen so guten Film gesehen… für Laien ist er vielleicht stellenweise erschreckend“.
Der Filmdienst schrieb 1974: „Allein wegen der Tierporträts, der dramatischen Szenen und interessanten Landschaftsbilder ist dieser Film sehenswert.“
Das Lexikon des internationalen Films schrieb: „Ein Tierfilm, der Beobachtungen und Thesen der Verhaltensforschung mit faszinierenden Aufnahmen von hoher Bildqualität vermittelt […] In der ironisch gezeigten Parallelsetzung zum Tier kommen indes die geistigen und seelischen Besonderheiten des Menschen mitunter zu kurz.“